# British Airways

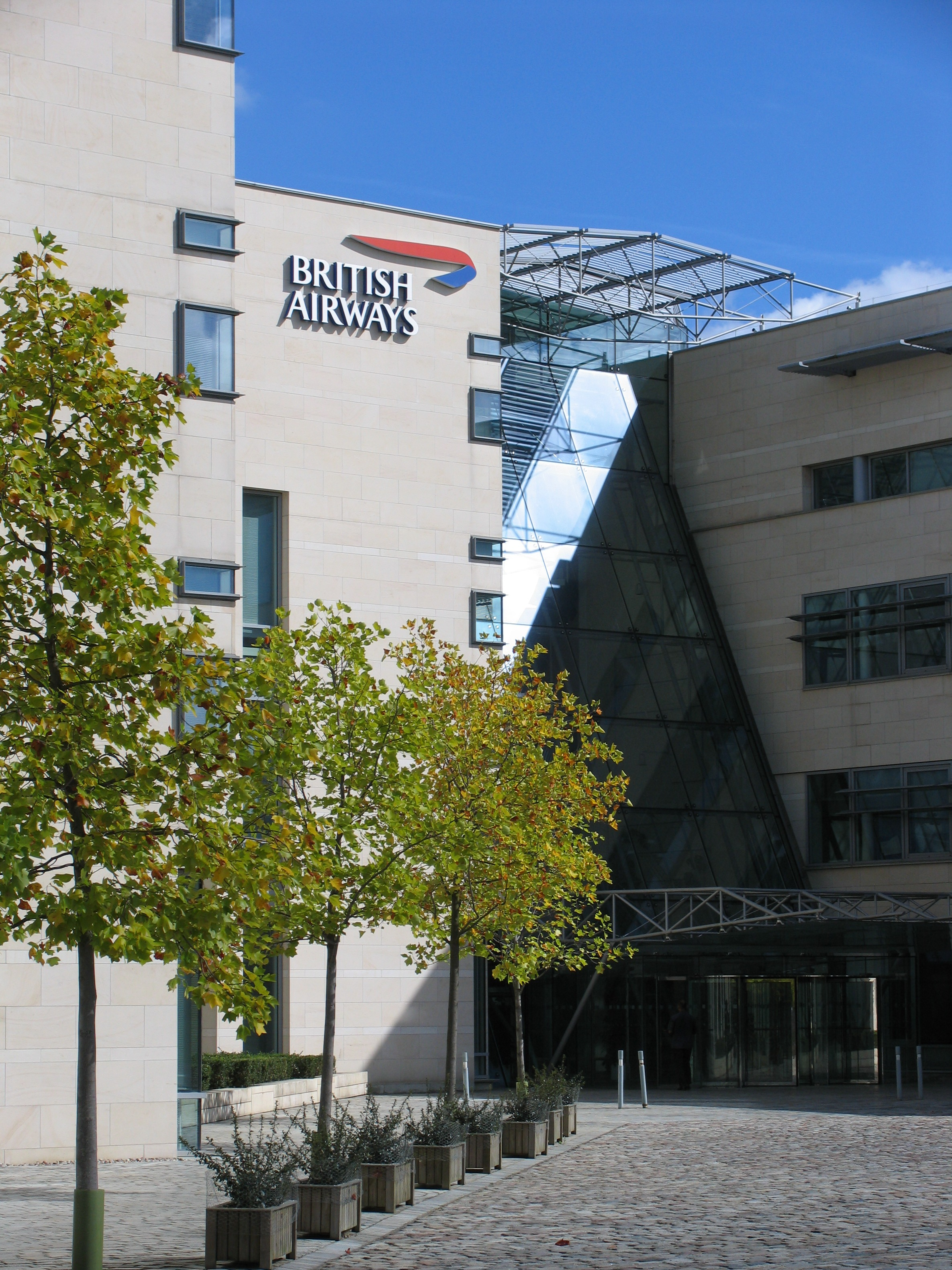
Waterside

British Airways (LSE BAY) és una companyia aèria britànica fruit de la fusió de la BOAC i la BEA entre d'altres companyies.

## Història
L'1 de setembre de 1972 es va formar la junta de British Airways, un consell d'administració que controlava tant la British Overseas Airways Corporation (BOAC) com la British European Airways (BEA). El 31 de març del 1974 ambdues companyies foren dissoltes i les seves operacions reunides fusionant-se, juntament amb Northeast Airlines, Cambrian Airways i International Aeradio, per formar el British Airways Group.
És membre de l'aliança oneworld.
El 8 d'abril de 2010 s'anuncià la fusió d'Iberia amb British Airways i la creació d'una empresa holding, International Airlines Group. El nou grup és la tercera aerolínia del món per ingressos.

## Flota
Al llarg de la seva història molts tipus d'aeronau han servit a l'aerolínia:
- Concorde
- Boeing 747
- BAC One-Eleven
- Boeing 707
- Boeing 737
- Hawker Siddeley Trident
- Lockheed L-1011
- Boeing 757